# Бондарев, Виталий Николаевич
Вита́лий Никола́евич Бо́ндарев (укр. Віталій Миколайович Бондарєв; род. 15 июня 1985, Жданов, Донецкая область) — украинский футболист, выступавший на позиции нападающего.

## Биография
Футболом начал заниматься со второго класса. Первый тренер — Александр Лискун. Первоначально обучался в мариупольском спортинтернате, с 10-го класса — в структуре мариупольского «Металлурга». В турнирах ДЮФЛ Украины провёл за «азовцев» 48 матчей, забил 10 голов. Также отыграл в ДЮФЛУ 9 матчей за команду мариупольской ДЮСШ-3. На взрослом уровне дебютировал в 2002 году в составе «Ильичёвца-2», во второй лиге чемпионата Украины. В заявку основной команды ни разу не попал. Покинул мариупольский клуб в 2003 году.
После ухода из «Ильичёвца», по рекомендации Лискуна, был приглашён Валерием Стрельцовым на предсезонный сбор могилёвского «Днепра» в Пинске, по окончании которого игроку был предложен контракт с клубом. Первоначально выступал за дубль команды (7 матчей и 2 гола в сезоне 2004 года), со временем стал одним из основных игроков. Дебютировал в чемпионате Беларуси 6 июня 2004 года, на 77-й минуте домашнего матча против «Дариды» заменив Игоря Воронкова. Всего, в своём первом сезоне в составе могилёвской команды провёл 21 матч и забил 14 голов, став лучшим бомбардиром команды и одним из лучших бомбардиров лиги. Выступал за «Днепр» на протяжении 6 сезонов, в 2009 году в составе команды стал бронзовым призёром чемпионата Беларуси. Вернулся в Украину в 2010 году, подписав контракт с кировоградской «Звездой», за которую провёл 4 матча в первой лиге, после чего завершил профессиональную карьеру.

## Достижения
- Бронзовый призёр чемпионата Беларуси: 2009